# Norman Panama
Norman Panama (Chicago, 21 aprile 1914 – Los Angeles, 13 gennaio 2003) è stato uno sceneggiatore, regista e produttore cinematografico statunitense.
Ha spesso collaborato a quattro mani con Melvin Frank.

## Filmografia parziale

### Regia e sceneggiatura
- Testa rossa (The Reformer and the Redhead) (1950)
- Matrimonio all'alba (Strictly Dishonorable) (1951)
- Callaway Went Thataway (1951)
- Il prezzo del dovere (Above and Beyond) (1952)
- Un pizzico di follia (Knock on Wood) (1954)
- Il giullare del re (The Court Jester) (1956)
- L'agguato (The Trap) (1959)
- Astronauti per forza (The Road to Hong Kong) (1962)
- Due assi nella manica (Not with My Wife, You Don't!) (1966)
- How to Commit Marriage (1969)
- Sì, sì... per ora (I Will, I Will... for Now) (1976)

### Sceneggiatura
- Il pirata e la principessa (The Princess and the Pirate) (1944) - non accreditato
- I cercatori d'oro (Road to Utopia) (1946)
- Monsieur Beaucaire, regia di George Marshall (1946)
- La casa dei nostri sogni (Mr. Blandings Builds His Dream House) (1948)
- Bianco Natale (White Christmas) (1954)
- Il villaggio più pazzo del mondo (Li'l Abner) (1959)
- Un adulterio difficile (The Facts of Life) (1960)
- 68 gialli per un omicidio (A Talent for Murder) (1984) - TV